# Розжалівська облава
Розжалівська облава — відбулася з 13 по 14 грудня 1944 року в селі Розжалів (нині Радехівський р-н, Львівська обл.). В ході облави війська НКВС підпалили село Розжалів та вбили 146 бійців УПА та Служби безпеки ОУН(р). Відбувалися поодинокі бої.

## Передумови
В ході Львівсько-Сандомирської наступальної операції (13 липня 1944 — 29 серпня 1944) Червоної армії проти об'єднаних німецько-угорських військ на території Західної України, в тому числі в селі Розжалів (нині Радехівський р-н, Львівська обл.), 17 липня 1944 відновлюється радянська влада.
На той час, в Розжалові, була висока концентрація військ УПА, бо після розгрому під Бродами (13 — 22 липня 1944) зі сторони траси Бишів-Сокаль поверталися сотні, дві з них проходили через село. Одна відійшла перед облавою, інша сотня — «Пролом» Сокальського ТВ-3 ВО-2 «Буг», якою командував хорунжий «Черемош», залишилася у селі. Також в селі, в бункерах, розміщувалися боївки СБ ОУН(р) Сокальського округу та центральний бункер, де перебував референт СБ ОУН(р) Сокальщини Лесь Бабський ― «Гриць».
Крім того, в Розжалові були декілька бійців куреня «Галайда» Равського ТВ «1» ВО-2 «Буг», місцевий кущ, старшина для доручень ВО-2 «Буг» ― «Хмара» (прізвище Харків) та командир куреня «Холодноярці» ― поручник «Град».
Один боєць із сотні «Пролом» — «Кармелюк» став зрадником і доніс органам НКВС СРСР про те, що в Розжалові квартирує сотня УПА та чималі відділи Служби безпеки ОУН(р).

## Облава
Вранці, 13 грудня 1944 року, 250 прикордонників із 3-ї комендатури і маневреної групи 2-го прикордонного загону НКВС оточили село Розжалів. Зрадника «Кармелюка» вони водили в плащ-палатці, щоб ніхто не впізнав. Він завів їх до криївки в обійстя одного селянина. Повстанці, з цієї криївки не здалися в руки ворогу та кинули гранату, поранивши майора НКВС та службову собаку. Розпочався нерівний бій. Сотник «Черемош» разом з одним повстанцем загинув у хаті селянина Ковальчука Онуфрія, також в бункері, котрий був в садибі, задушилися від диму: Ковальчуки Василь та Лука, боївкар Василь Фарина, Павло Решетарський. Їхні тіла зволікали кіньми в стодолу Василя Ведмедика, накидали на них солому та підпалили.
В обійсті Гуменюка, в стодолі, загинув санітарний референт Сокальської округи СБ ОУН(р) майор медичної служби — Іван Дмитраш «Олег»- «Кривоніс». Потім бій перекинувся у садибу Василя Григоренка. Була ще сутичка коло стодоли Цвірка. В одній садибі, боївкарі СБ ОУН(р) «Ярема» і «Вітрогон» полягли, знищивши чотирьох енкаведистів. Розлючені енкаведисти вирішили нищити людей найтяжчим способом — палити село. Майор Маденцов начальник Комарівської прикордонної застави дав наказ палити все село. При цьому було викликано підкріплення з Ванова і Глухова (мінометний взвод 2-го прикордонного загону і 42 батальйон прикордонного полку), сили ворога виросли до 600 солдатів.
Вже до обіду, 13 грудня, село перетворилося на вогненну кулю. Вили собаки, кричала худоба, плакали діти, вибігаючи зі школи. Їхні домівки були вже вкриті вогнем і димом. Скрізь чувся зойк, крики, тріск скорострілів, вибухи гранат. Вогонь огорнув все село. Вибіг з хати рятувати свою палаючу стодолу Іван Покиньброда та його батько Яків. Їх зупинили кулі на пів дорозі. В цей день Василь Томашевський і ще з трьома хлопцями з боївки були в бункері у свого батька Івана Томашевського. Криївка була під хатою, коли згоріла хата вони подушилися від диму. Своїх убитих більшовики забирали на грузові машини, а з повстанців знімали взуття, одяг та зносили у садибу Ведмедика Василя.
Частині повстанців, які перебували в селі, вдалося прорватися крізь ворожі застави, використовуючи сутінки і дим від пожеж. Так, зокрема, пробилася частина куреня «Галайда-ІІ» ТВ-12 «Климів» ВО-2 «Буг». Інші пробували перебути облаву в селі. На жаль, частина повстанців полягла. В першу чергу ті, які не були відпорні від вогню. Підпільники в них або отруїлися чадним газом, або застрілилися, щоб не потрапити живими в руки ворога.
В садибі Івана Покотила (Возняка), під стодолою, був центральний бункер Служби безпеки ОУН(р). Коли стодола згоріла, енкаведисти пішли перевіряти, штиками натрапили на бункер і почали розкопувати його. Всі, хто був в бункері застрілилися. Серед них провідні співробітники СБ ОУН(р):
1. «Грицько» — заступник референта СБ при Проводі ОУН(р);
2. Володимир Голояд — «Чиж» — співробітник головної референтури СБ при Проводі ОУН(р);
3. Лесь Бабський — «Сергій» — референт Сокальської округи Служби безпеки ОУН(р) поручник СБ;
4. Богдан Дінець — «Самур» — референт Сокальського повіту Служби безпеки ОУН(р);
5. Дацюк Микита — «Ґотур» — слідчий Сокальської округи СБ ОУН(р);
6. Марія Грудка-Лиховид — «Іра», «Калина» — секретарка Сокальської округи СБ ОУН(р);
7. Василь Новосад — «Луцько» — секретар Сокальської округи СБ ОУН(р);
8. «Парис» — «Безхлібний» — контрольний підреферент господарчої референтури львівського обласного проводу ОУН(р);
9. Павло Прокопчук — «Туган» — господарчий референт Сокальської округи СБ ОУН(р);
10. «Грек» — підпільник.

Тіла всіх 10 забрали до Сокаля, місце їхнього поховання невідоме. Варто зазначити, що «Грицько» та Володимир Голояд — «Чиж» прибули за відрядженням Служби безпеки при Проводі ОУН(р) для розслідування справи десантування парашутистів-підпільників, які звинувачувалися у зраді та співпраці з нацистами, проте, дану справу не вдалося дослідити в зв'язку смерті їх двох.
Також під час облави загинули:
1. «Шалений» — поручник УПА, командир жандармерії старшинської школи «Олені» УПА;
2. Василь Шиндюк — «Сирота», «Щирба» — чотовий сотні «Кочовики» Равського ТВ «1» ВО-2 «Буг» УПА-Захід;
3. Мирон Коваль — повстанець (щоб не опинитися в полоні підірвався на гранаті);
4. Микола Гуменюк — повстанець;
5. Володимир Наконечний — боєць відділу пропаганди УПА.

На наступний день, 14 грудня 1944 року енкаведисти продовжили розправу. Вбивали мирних жителів:
1. Петро Баляс — селянин;
2. Іван Ковальчук — селянин;
3. Павло Покотило — селянин (по-варварськи вбили біля будинку «Просвіта»);

Поранили Марію Коваль та Семена Волошина.
На городі Пишка Дмитра (на той час — голова Розжалівської сільської ради) залишилася одна вціліла криївка, яку не знайшли НКВСівці, в ній перебували два слідчі СБ ОУН(р) Пахолок Богдан «Сокіл» (загинув 04.02.1946 в Розжалові) і Марко Марцинюк «Зіновій», а також два хлопці зв'язкові із села Пишко Петро і Іванечко Іван, ще три хлопці із с. Зубкова.
Дивом уникнули смерті обласний провідник — Дмитро Слюзар ― «Золотар» і командир ВО-2 «Буг» полковник УПА — Василь Левкович — «Воронний» — ввечері, 12 грудня, вони залишили центральний бункер Леся Бабського «Сергія» і пішли на організаційну зустріч до окружного «Бурого» в сусіднє село Ордів.

## Наслідки
Ще 5 днів по облаві ходили солдати НКВС, шукали вцілілих повстанців та тих хто їм допомагав. Знаходивши, кидали їх у льох до селянина Гардзелєвича. Потім вивели на поле і тримали як заручників. Положили їх на мокрій землі і так тримали цілу ніч, загрожуючи смертю. Потім повезли їх у Сокаль, пізніше у Львів в Замарстинівську тюрму. Всі 36 чоловік сиділи там до 13 січня 1945 року. Потім їх відпустили, люди пішки вирушили додому, але нарвалися на засідку. Деяких забрали на пересильний пункт, чоловіків насильно відправили на фронт (це були: Баляс Федір, Пура Максим, Покиньброда Іван, Коваль Василь, Грева Василь, Мельник Андрій, Жеребецький Федір (Жеребчуків), Жеребецький Федь, Грицина Гриць, Покотило Іван, Ведмедик Ярослав, Кончук Василь). Дівчата та старі дідусі повернулися додому. Після облави в селі була страшна біда, селяни жили в льохах, хлівах, одні в одних, наприклад, Марія Баран та її брат Василь прожили цілу зиму в льосі.
Загалом в облаві загинули 146 осіб та 5 взято в полон; спалено 60 господарств с.Розжалів (а це більше половини села, яке у 1930-х мало 115 обійсть).
17 грудня 1944 року нарком внутрішніх справ УРСР Василь Рясной звернувся до керівника НКВС СРСР Лаврентія Берії з клопотанням про відзначення безпосередніх керівників операції — начальника 5-го відділу управління прикордонних військ Українського округу підполковника Арташеса Тер-Григор'яна і в.о. начальника 2-го прикодонного загону полковника Сметаніна.
Майор Маденцов отримав за проведену операцію підвищення у званні та велику грошову винагороду.

## Пам'ять
За сприянням священника о. Дмитра Дмитраша (брата полеглого в даній облаві майора медичної служби УПА — Івана Дмитраша), на місцевому цвинтарі села Розжалів, було встановлено пам'ятник на могилі загиблих повстанців та мирних жителів, які віддали своє життя за Вільну, Незалежну, Соборну Українську Державу 13-14 грудня 1944 року.
Цей день, 13 грудня 1944 року, став днем довічної трагедії села. Тому, кожного року цей день є траурним днем, відправляється за упокій Загиблих героїв Службу Божу.